# Dap Dippin' with Sharon Jones and the Dap-Kings
Dap Dippin' with Sharon Jones and the Dap-Kings is het debuutalbum van de New Yorkse soulband Sharon Jones & The Dap-Kings. Het werd in 2002 uitgebracht en is tevens de eerste langspeelplaat op Daptone Records.

## Achtergrond
Het album werd in 2001 in Barcelona opgenomen; de band trad er gedurende de zomer op in de nachtclub The Boite. Om het verblijf van de band te kunnen bekostigen werden enkele honderden exemplaren geperst voor verkoop tijdens de optredens. Daarna werd het album in 2002 officieel uitgebracht; Dap Dippin' with Sharon Jones and the Dap-Kings kreeg een lovende recensie in het kwartaalblad Big Daddy.

## Tracklijst
Alle eigen nummers zijn geschreven door Bosco Mann.
| Nr. | Titel                                                                                  | Duur  |
| --- | -------------------------------------------------------------------------------------- | ----- |
| 1.  | (Introduction)                                                                         | 1:30  |
| 2.  | Got a Thing on My Mind                                                                 | 2:58  |
| 3.  | What Have You Done for Me Lately? (Jimmy Harris, Terry Lewis, Janet Jackson)           | 3:16  |
| 4.  | The Dap Dip                                                                            | 4:01  |
| 5.  | Give Me a Chance                                                                       | 3:10  |
| 6.  | Cut That Line (niet op de oorspronkelijke release)                                     | 3:28  |
| 7.  | Will You Be True (duet met Lee Fields. In 2014 uitgebracht op de geremasterde versie.) |       |
| 8.  | Got to Be the Way It Is                                                                | 3:26  |
| 9.  | Make It Good to Me                                                                     | 4:52  |
| 10. | Ain't It Hard                                                                          | 4:30  |
| 11. | Pick It up, Lay It in the Cut                                                          | 4:08  |
| 12. | Casella Walk                                                                           | 10:02 |

## Bezetting
- Sharon Jones – zangeres
- Bosco Mann – bassist, bandleider
- Leon Michels – tenorsaxofonist
- Jack Zapata (Martin Perna) – baritonsaxofonist
- Binky Griptite – gitarist, ceremoniemeester
- Fernando Velez – congaspeler
- Earl Maxton (Victor Axelrod) – organist
- Homer Steinweiss – drummer
- Anda Szilagyi – trompettist
- Gabriel Roth – producer